# Gerrard Keating
Gerrard Keating (* 3. Dezember 1962) ist ein ehemaliger australischer Sprinter.
1981 wurde er beim Leichtathletik-Weltcup in Rom Siebter über 100 m und mit der ozeanischen Mannschaft Achter in der 4-mal-100-Meter-Staffel.
Bei den Commonwealth Games 1982 in Brisbane wurde er Neunter über 100 m und Vierter mit der australischen 4-mal-100-Meter-Stafette.
1983 erreichte er bei den Leichtathletik-Weltmeisterschaften in Helsinki über 100 m das Viertelfinale und in der 4-mal-100-Meter-Staffel das Halbfinale.
Beim Leichtathletik-Weltcup 1985 in Canberra wurde er Fünfter über 100 m und Sechster mit der ozeanischen 4-mal-100-Meter-Stafette.
1986 wurde er bei den Commonwealth Games in Edinburgh Siebter über 100 m. In der 4-mal-100-Meter-Staffel wurde er mit dem australischen Quartett disqualifiziert.
1986 wurde er Australischer Meister über 100 m.

## Persönliche Bestzeiten
- 100 m: 10,22 s, 5. Oktober 1985, Canberra
- 200 m: 21,04 s, 18. Juni 1986, Innsbruck